# Erwin Lorant
Erwin Lorant (* 16. Juli 1962 in Bern) ist ein Schweizer Trompeter und Musikpädagoge.

## Leben und Wirken
Lorant erhielt Trompetenunterricht bei Horst Fischer, Bob Lanese und Rudi Lodenkemper und trat im Alter von 11 Jahren zum ersten Mal mit dem Jazz-Kreis der Musikschule Marl auf. Er studierte an der Musikhochschule Köln bei Hanne Wilfert und Jiggs Whigham sowie am Konservatorium Bern bei René Schmidhäusler und absolvierte in den USA private Studien bei Don Jacoby und Gary Grant.
Während seines Studiums spielte er aushilfsweise am Stadttheater Bern, im Radio Ensemble Bern sowie im Orchester Pepe Lienhard, wo er von 1986 bis 1995  als erster Trompeter engagiert war und international auftrat. Dabei arbeitete er mit zahlreichen bekannten Künstlern zusammen, darunter Udo Jürgens, Jennifer Rush, Montserrat Caballé, Joe Cocker, Roy Black, Karel Gott, Hazy Osterwald, Ute Lemper, Paul Kuhn, Manhattan Transfer und Clark Terry.
Anschliessend war er erster Solotrompeter an der Oper St. Gallen und der Tonhalle Zürich.
Seit 2007 ist Lorant als Musikpädagoge tätig. Er ist außerdem Bandleader der Swan Big Band Horgen und wirkt auch als Dirigent von Musikvereinen, darunter der Musikverein Zürich-Seebach.